# إدوين إتش كولبيرت
إدوين إتش كولبيرت (بالإنجليزية: Edwin H. Colbert) هو إحاثي أمريكي، ولد في 28 سبتمبر 1905 في آيوا في الولايات المتحدة، وتوفي في 15 نوفمبر 2001 في فلاغستاف في الولايات المتحدة.

## وصلات خارجية
- إدوين إتش كولبيرت على موقع الموسوعة البريطانية (الإنجليزية)